# Лебедев, Пётр Николаевич
Пётр Никола́евич Ле́бедев (24 февраля [8 марта] 1866, Москва, Российская империя — 1 [14] марта 1912, там же) — русский физик-экспериментатор, первым подтвердивший на опыте вывод Максвелла о наличии светового давления и первым разработавший основы  резонансного воздействия полей на резонаторы независимо от их природы. Создатель первой в России научной физической школы, ординарный профессор Императорского Московского университета (1900—1911). Покинул Московский университет в связи с «делом Кассо».

## Биография
Родился в московской купеческой семье. Отец будущего учёного Николай Всеволодович служил в известном московском чаеторговом доме Боткиных и, кроме того, имел собственное дело. Мать — Анна Петровна (урождённая Жукова). Первоначальное образование получил в Петропавловской немецкой школе (Peter‑Paul‑Schule), где учились дети немецких буржуа, и в частном реальном училище И. М. Хайновского.
В юношеские годы увлёкся электротехникой и изобретательством, что пишет в своём дневнике: «Я буду служителем науки и жрецом электротехники и буду я трудиться на пользу общественную, не забывая и себя. Да здравствует электричество и да прославит оно нас во веки веков!». В 1883 году работал техником на Московском машиностроительном заводе Густава Листа на Софийской набережной.
Лебедев, будучи выпускником реального училища, поступил в 1884 году в Императорское Московское техническое училище (ИМТУ). Впоследствии Лебедев говорил, что знакомство с техникой оказалось ему очень полезным при конструировании экспериментальных установок.
В 1887 году, не окончив курса ИМТУ, на деньги отца уехал учиться за границу, в Страсбургский университет, в лабораторию известного физика Августа Кундта. В 1890 году сдал в Страсбургском университете докторский экзамен и подготовил экспериментальную диссертацию «Об измерении диэлектрических постоянных паров и о теории диэлектриков Моссотти — Клаузиуса». В последние дни пребывания в Страсбурге Лебедев написал матери: «Одно, что я знаю и за что ручаюсь, что если меня пустят работать, так я буду работать, как ни один каторжник, — это я унаследовал от папы, — и страстно, до болезненности любить своё дело».
По возвращении в Россию получил в 1892 году в Императорском Московском университете место сверхштатного ассистента в лаборатории профессора А. Г. Столетова. В 1896 году Лебедев был приглашён в открывающееся Императорское Московское инженерное училище руководителем кафедры физики (1896—1897), а в Императорском Московском университете в должности приват-доцента кафедры физики читал курс опытной физики для студентов-медиков.
Цикл выполненных у Кундта работ вошёл в представленную Лебедевым в 1900 году магистерскую диссертацию «Экспериментальное исследование пондеромоторного действия волн на резонаторы», за которую ему сразу (случай исключительный!) была присуждена степень доктора физики. Вскоре был утверждён экстраординарным профессором Императорского Московского университета. В 1900—1911 годы заведовал кафедрой физики Императорского Московского университета.
В 1911 году Лебедев принял решение оставить Императорский Московский университет вместе со многими прогрессивными преподавателями в знак протеста против реакционных действий министра Кассо. Это решение отрицательно повлияло на развитие московской школы физики. Историки науки считают, что это привело к упадку преподавания физики в Московском университете, который продолжался вплоть до конца 1920-х годов, когда в университет пришёл Л. И. Мандельштам.
В Городском университете имени Шанявского, где на средства Общества содействия успехам опытных наук и их практических применений Лебедев создал новую физическую лабораторию, продолжить исследования он уже не успел. У Лебедева было больное сердце. Однажды оно вдруг остановилось, когда совсем ещё молодой Лебедев грёб на лодке. Тогда Лебедева удалось вернуть к жизни, но прожил он всего 46 лет.
Похороны Лебедева стали траурной манифестацией академического сообщества; гроб несли, чередуясь, профессора и студенты. С. И. Вавилов писал так: «Печальная процессия, в которой так много учеников, многие из которых только потому и решили сделаться физиками, что в России был П. Н. Лебедев».
Лебедев немного не дожил до Нобелевской премии, на которую был выдвинут в 1912 году. Он был безусловно её достоин, но посмертно эта премия не вручается.

### Научная деятельность
Не без некоторого противодействия со стороны отдельных коллег Лебедев начинает активно проводить экспериментальную работу. К тому времени он уже успел приобрести известность и опыт как один из первых исследователей, опирающихся на теорию Максвелла. Ещё в 1895 году он создал установку для генерирования и приёма электромагнитного излучения с длинами волн в 6 и 4 мм, исследовал отражение, преломление, поляризацию, интерференцию и др.
В 1899 году Лебедев при помощи виртуозных, хотя и выполненных скромными средствами опытов подтвердил теоретическое предсказание Максвелла о давлении света на твёрдые тела, а в 1907 году — и на газы (открытие эффекта давления света). Это исследование стало важной вехой в науке об электромагнитных явлениях. Одному из видных физиков того времени Уильяму Томсону (лорду Кельвину) принадлежат слова, обращённые К. А. Тимирязеву: «Я всю жизнь воевал с Максвеллом, не признавая его светового давления, и вот ваш Лебедев заставил меня сдаться перед его опытами».
Работы Лебедева по световому давлению — это не отдельный эпизод, но важнейший экспериментальный узел, определивший развитие теории относительности, теории квантов и современной астрофизики.С. И. Вавилов
…я всю жизнь воевал с Максвеллом, не признавая его светового давления, и вот ваш Лебедев заставил меня сдаться перед его опытами.Уильям Томсон — К. А. Тимирязеву
Лебедев занимался также вопросами действия электромагнитных волн на резонаторы и выдвинул в связи с этими исследованиями глубокие соображения, касающиеся межмолекулярных взаимодействий, уделял внимание вопросам акустики, в частности гидроакустики.
Изучение давления света на газы побудило Лебедева заинтересоваться происхождением хвостов комет.
Не ограничиваясь научно-исследовательской деятельностью, Лебедев уделяет много сил созданию научной школы, которая по существу была первой в России и появление которой продолжает ощущаться до наших дней. К 1905 году в лаборатории работало 28 молодых его учеников, которым суждено было сыграть впоследствии видную роль в развитии физики в России. Из них уместно назвать, в первую очередь, П. П. Лазарева, который в 1905 году начал работать с Лебедевым, стал вскоре его ассистентом и ближайшим помощником, после смерти Лебедева — руководителем его лаборатории, а в 1916 году — директором первого Научно-исследовательского института физики в Москве, из которого вышли такие учёные, как С. И. Вавилов, Г. А. Гамбурцев, А. Л. Минц, П. А. Ребиндер, В. В. Шулейкин, Э. В. Шпольский.
Эксперименты Лебедева требовали применения тщательно продуманной, порой довольно сложной механики. Это иногда порождало нелепые упрёки, что у Лебедева «наука сведена до уровня техники». Уместно заметить, что сам Лебедев считал заслуживающими самого серьёзного внимания вопросы связи науки и техники.
Последний цикл исследований Лебедева незаслуженно недооценён и поныне. Эти исследования посвящены проверке гипотезы английского физика Уильяма Сазерленда о том, что действие гравитации вызывает перераспределение зарядов в проводниках. В небесных телах, в планетах и звёздах, по мысли Сазерленда, происходит «выдавливание» электронов из внутренних областей, где давления велики, на поверхность; благодаря этому внутренние области заряжаются положительно, а поверхность тел — отрицательно. Вращение же тел вместе с перераспределившимися в них зарядами должно порождать магнитные поля. Таким образом, предлагалось физическое объяснение происхождения магнитных полей Солнца, Земли и других небесных тел.
Гипотеза Сазерленда не имела тогда надёжного теоретического обоснования, и потому особую важность приобретал задуманный Лебедевым опыт по её проверке. Поняв, что центробежные силы должны, как и гравитационные, вызывать перераспределение зарядов, Лебедев выдвинул простую, но, как всегда, блестяще остроумную идею: при быстром вращении электрически нейтральных тел должно возникать, если верна гипотеза Сазерленда, магнитное поле. Именно такое «намагничивание вращением» и делалась попытка обнаружить на опыте. Тонкий опыт, который он проводил в подвале физического факультета, был в известной мере скомкан. Искомого эффекта обнаружить не удалось. Как теперь стало понятно, причина заключалась не в отсутствии эффекта, а в недостаточной чувствительности установки: те оценки для магнитных полей, на которые ориентировался Лебедев и которые основывались на работах Сазерленда, оказались значительно завышенными.

## Награды, премии
1904 — премия им. С. А. Иванова «за его выдающиеся экспериментальные исследования по вопросу о световом давлении.»

## Кинематограф
- Документальный фильм «Человек, который взвесил свет», Россия, 2014 год. Режиссёр: Сергей Виноградов.[23]

## Память
Имя учёного носят:
- 18 декабря 1934 года Физическому институту Академии наук СССР (с 1991 — Российская академия наук) было присвоено имя П. Н. Лебедева.[24]
- Золотая медаль имени П. Н. Лебедева[25]. Учреждена в 1969 году, присуждается Российской академией наук (до 1991 года — Академией наук СССР) за выдающиеся работы в области физики.[26]
- Кратер на обратной стороне Луны.[27]
- Улица Лебедева в Москве расположена близ территории МГУ на Воробьёвых горах. Названа в 1956 году.
- Научно-исследовательское судно «Петр Лебедев».

В 1953 году перед зданием физического факультета Московского государственного университета был установлен памятник учёному.
В 1991 году была выпущена памятная монета СССР, посвящённая Петру Николаевичу Лебедеву.

## Рекомендуемая литература
- Научная переписка П. Н. Лебедева / Редкол.: С. Р. Микулинский и др. — М.: Наука, 1990. — Т. 15. — 498 с. — (Науч. наследство: Осн. С. И. Вавиловым). — ISBN 5-02-000665-3.